# Ашкал ал-алам
«Ашка́л ал-а́лам» (перс. اشكال العالم‎ — «Виды мира») — историко-географическое произведение некоего Абу-ль-Касима Джайхани (авторство оспаривается). Арабский оригинал труда не сохранился, известен лишь персидский перевод.
Об авторе «Ашкал ал-алам» практически нет никаких сведений, кроме тех, что изложены в его труде. Судя по приведённым данным, Абу-ль-Касим Джайхани (не путать с Абу Абдаллахом Джайхани) посетил Мекку во времена халифа аль-Муктадира, который правил в 908—932 годах. Книга была написана после 345 года хиджры (956—957 годы). Арабский оригинал не сохранился до наших дней, а переводы на персидский язык дошли в трёх экземплярах и хранятся в Кабуле и Британском музее (лондонские экземпляры датированы 1835—1836 и 1840—1841 годами).
Кабульский экземпляр был обнаружен в 1926 году и сначала был принят за утерянный труд Абу Абдаллаха Джайхани. При внимательном исследовании оказалось, что эта рукопись идентична рукописям, хранящимся в Британском музее. Швейцарский востоковед Шарль Рьё после сопоставления текстов лондонских экземпляров установил, что они являются сокращёнными вариантами «Книги путей и стран» аль-Истахри. По мнению Стивена Яницека, «Ашкал ал-алам» не имеет отношения к аль-Истахри, а является персидским переводом второй или, возможно, третьей редакции «Сувар аль-акалим» Абу Зайда аль-Балхи.
Иранский учёный Фируз Мансури, который в 1949 году подготовил к изданию «Ашкал ал-алам», выдвинул гипотезу о том, что труд аль-Истахри был переписан с сочинения Абу-ль-Касима Джайхани. Такое же мнение он высказал о «Книге путей и стран» Ибн Хаукаля. Ряд других исследователей считают, что «Ашкал ал-алам», наоборот, является персидским переводом «Книги путей и стран» аль-Истахри. Из-за того, что имя Абу-ль-Касима Джайхани не упоминается в других источниках (в отличие от аль-Истахри и Ибн Хаукаля), возникает вопрос об историчности его существования. Возможно, авторство «Ашкал ал-алам» было приписано ему из-за ошибки, допущенной в рукописи. По предположению С. Яницека, неназванный правитель Бухары, по чьему указу был выполнен перевод на персидский язык, мог принять упоминание имени Абу Абдаллаха Джайхани в начале «Ашкал ал-алам» за имя автора сочинения.